# Boa Viagem (Ceará)
Boa Viagem (Buen Viaje) es un municipio brasilero del estado del Ceará, localizado prácticamente en el centro del estado del Ceará, en la microrregión del Sertón de Quixeramobim, Mesorregión de los sertones Cearenses. Es un centro Urbano importante que posee el Aeropuerto Coronel Virgílio Távora, destinado para aeronaves de pequeño porte.

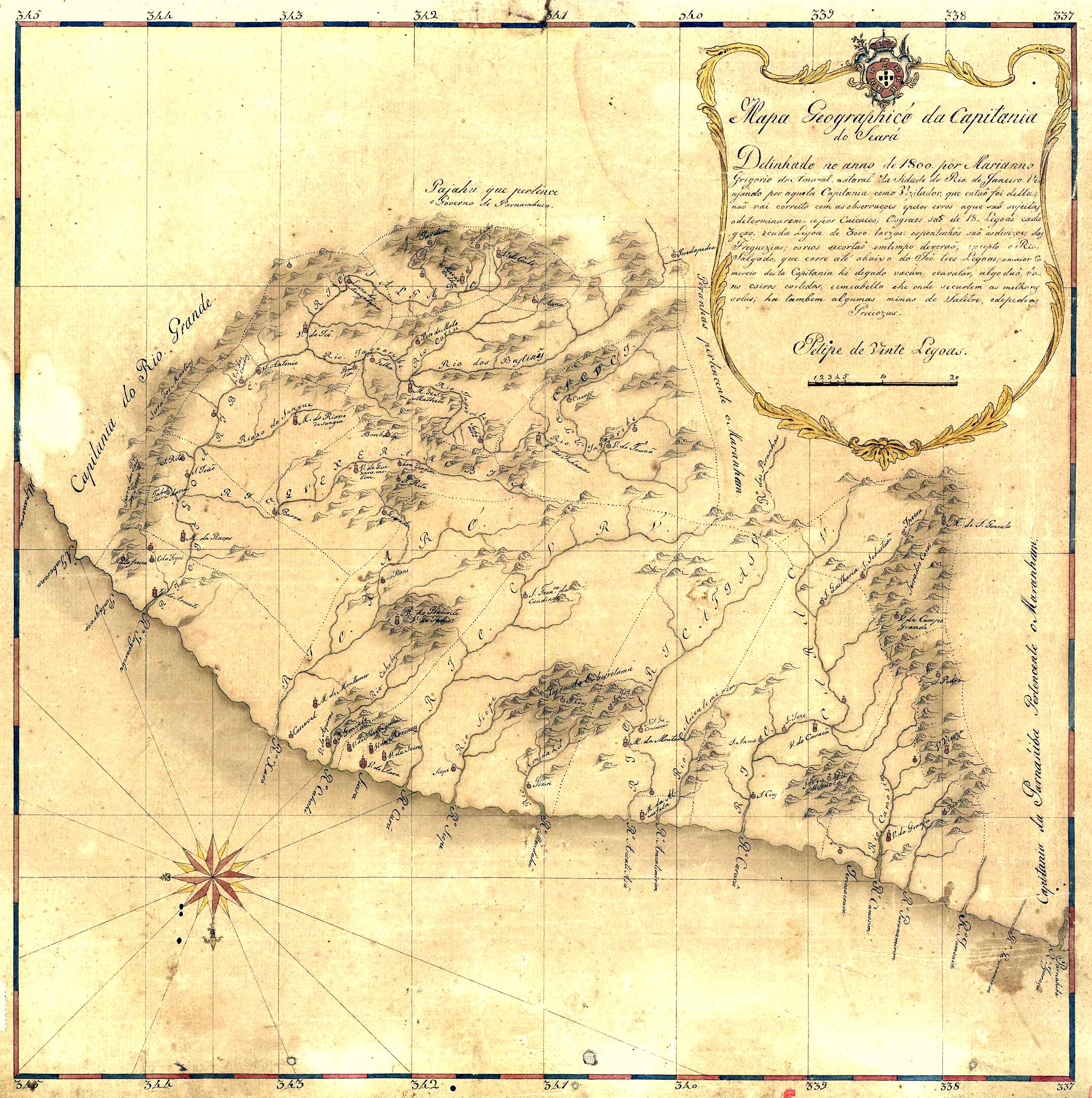
Mapa del Ceará realizado por Mariano Gregório del Amaral en 1800.

## Geografía

### Clima
Tropical caliente semiárido con un promedio de lluvias media de 717,7 mm con lluvias concentradas de enero a abril.

### Hidrografía y recursos hídricos
Los principales cursos de agua son los ríos: Quixeramobim, Barra Nueva,Barrigas, Boa Viagem, Boa Vista, del Capitán mayor, Jacaúna, Santo Antônio, Sao Cosmo, Ipu, Tapera y diversos arroyos que fluyen en el río Quixeramobim, que en el municipio es conocido como Río Juazeiro. Sus principales reservatórios de agua son las represas: Boa Viagem, Capitán mayor, Fogareiro, José de Alencar, José Vieira Hijo(Vieirão), Monseñor José Cândido, Presidente Tancredo Neves, Rufino Gomes da Silva y São José.

### Relieve y suelos
Localizado en un territorio con bastantes variaciones topográficas, posee varias elevaciones como las Sierras: del Barbatão, del Gavião, Santa Rita, Arroyos, Trapiá de los Cachorros, de la Concepción, Fernandes, Porcos, Barrigas, Estrecho, Capitán mayor, Ipu, Sao Cosme, Santo Antônio y Amaro.

### Vegetación
La vegetación es típica de las áreas semiáridas de los sectores del Ceará, compuesta por caatinga arbustiva abierta y vegetación caducifolia espinosa, con árboles de pequeño tipo: marmeleiro, jurema, palo blanco, angico y varias especies de cactus.

### Subdivisión
El municipio tiene 12 distritos: Boa Viagem (sede), Água Belas, Boqueirão, Domingos da Costa, Guia, Ibuaçu, Ipiranga, Jacampari, Massapê dos Paes, Olho D' Agua dos Facundos, Poço da Pedra y Várzea da Ipueira.

## Economía

### Agricultura
Los principales productos producidos en el municipio son: algodón, arroz, caña de azúcar, frijol, maíz, mamona y mandioca. Existe también el cultivo de fruticultura y hortalizas.